# Heath Hunter
Heath Hunter ist ein britischer Reggaesänger mit jamaikanischen Wurzeln, der in Kalifornien lebt. Sein bekanntestes Lied ist Revolution in Paradise aus dem Sommer 1996, das in Deutschland Platz 12 belegte und unter dem Namen „Heath Hunter & the Pleasure Company“ veröffentlicht wurde. 

## Leben und Wirken
Er wurde an der London Contemporary Dance School zum Choreographen ausgebildet. Seine größten Erfolge hatte er in den Jahren 1996 bis 1998. Die höchsten Chartplatzierungen erreichte er in Finnland, wo sein Album Love Is the Answer 11 Wochen in den Charts stand und Platz 11 erreichte und drei Singles in die Hitparade stiegen, darunter Master & Servant 1996 auf Platz 8.
Nach einer längeren Pause, die er nach eigener Aussage in Jamaika verbrachte, wurde der Titel Revolution in Paradise neu aufgenommen und im Film Coronado verwendet. Heath Hunter veröffentlichte im Jahr 2004 das Album Urban Warrior und die Single Trenchtown auf dem eigenen Label Jerktone. Letztere wurde zusammen mit den Söhnen von Bob Marley, Stephen und Damian, aufgenommen. Kommerziell konnten beide Veröffentlichungen nicht an die früheren Erfolge anknüpfen.

## Diskografie

### Singles

#### Heath Hunter & the Pleasure Company
- Revolution in Paradise, Metronome, 04.1996
- Master & Servant, Metronome, 10.1996
- Mambo, RCA, 01.1997
- Walking on Clouds, BMG Ariola, 04.1997

#### Hunter
- It's Got To Be You/Lovesong (feat. Calibe), Major Records, 2005

#### Heath Hunter
- Weedy Weedy Wee, WEA Records, 06.1998
- Been Around the World (That Kind of Girl), WEA, 1999
- Gigolo (feat. Black Kappa), Lacrima Records, 2002
- Trenchtown (feat. Stephen & Damian Marley), Jerktone Music, 2004
- Sunshine Girl (feat. Capleton), Danceation Records, 2019

### Alben
- Love Is the Answer, Metronome, 11.1996
- Urban Warrior, Jerktone Music, 2004